# Mrmr
 (mars 2012).
Si vous disposez d'ouvrages ou d'articles de référence ou si vous connaissez des sites web de qualité traitant du thème abordé ici, merci de compléter l'article en donnant les références utiles à sa vérifiabilité et en les liant à la section « Notes et références ».
Murmure (stylisée en mrmr) était une revue des arts et du spectacle, fondée en 2002 par le metteur en scène Thomas Ferrand,. Murmure, devenue mrmr en 2005, a publié son dixième et dernier numéro en janvier 2008.

## Direction de publication
Ainsi sont crédités les directeurs de publication dans la revue : Thms Frrnd, Rbrt Bnm et Cdrc Lchrz. Il s’agit de Thomas Ferrand, et probablement de Robert Bonamy (maître de conférence en études cinématographiques à l’Université Grenoble 3) et Cédric Lacherez (graphiste aux Presses universitaires de Caen).

## Contenu
La revue contenait des analyses et des entretiens essentiellement axés sur le théâtre et le cinéma de « recherche », mais abordait également des questions liées à la danse, aux politiques culturelles, à la philosophie ou à l’édition.
Pour la partie cinéma, on remarque des entretiens et des textes sur les films de Jean-Charles Fitoussi, Jean-Paul Civeyrac, Rithy Panh, Bertrand Bonello.
En théâtre, la revue s’intéresse à des artistes comme Pascal Rambert, Jean-François Peyret, Jean Lambert-wild ; mais aussi aux formes émergentes liées aux travaux de jeunes créateurs tels David Bobée, Antonin Ménard ou Thomas Ferrand lui-même. 
La revue convoquait des artistes, des politiques, ou des personnalités comme Bernard Stiegler ou Jean-Marc Adolphe pour réagir sur des questions de fond liées à la représentation, aux médias ou à l’industrie culturelle.